# Вейкауслига
Вейкауслига (на фински: Veikkausliiga) е висшата дивизия във финландския футбол. Състои се от 12 отбора.
Мачовете се играят през лятото, обикновено в периода от април до октомври.
По-голямата част от тимовете във Вейкауслига са професионални, а някои от по-малките клубове са полу-професионални. Средната посещаемост е около 3000 зрители.

## Отбори 2022
- ФК Хонка
- Интер (Турку)
- Лахти
- АК Оулу
- Хелзинки
- Мариехамн
- Куопио ПС
- Илвес Тампере
- ХИФК Хелзинки
- СЯК Сейняйоки
- Хака
- Ваасан Палосеура

## Шампиони
- 33 пъти: ХЯК Хелзинки
- 9 пъти: Хака, ХПС Хелзинки
- 8 пъти: Турку
- 7 пъти: ХИФК Хелзинки
- 6 пъти: КуПС
- 5 пъти:  Куусиси, Тампере
- 4 пъти: Кифен
- 3 пъти: Рейпас, ВИФК Вааса, Або
- 2 пъти: Джаз, Котка, Оулу, ВЕПС Вааса
- 1 път: ХТ Хелзинки, Кокола, ПУС, Турун, Виипурин, Унитас, ТПВ Тампере, Мю Па, Интер (Турку)